# Säg, är han kommen hit till vår jord
Säg, är han kommen hit till vår jord är en julpsalm med text och musik från 1937 av Paul Viktor Anefelt.

## Publicerad i
- Frälsningsarméns sångbok 1968 som nr 585 under rubriken "Högtider - Advent".
- Frälsningsarméns sångbok 1990 som nr 726 under rubriken "Jul".
- Sångboken 1998 som nr 121.